# Anatomie d'un scandale
Anatomie d'un scandale (Anatomy of a Scandal) est une mini-série américaine en six épisodes d'environ 46 minutes développée par David Edward Kelley et Melissa James Gibson, basée sur le roman éponyme de Sarah Vaughan, et mise en ligne le 15 avril 2022 sur Netflix.

## Synopsis
À Londres, le député conservateur James Whitehouse confie un soir à sa femme Sophie qu'il la trompe avec son assistante parlementaire depuis plusieurs mois. Il s'attend à ce que cela soit incessamment révélé par la presse à scandales : Sophie et leurs enfants vont donc devoir faire face. En outre, l'assistante parlementaire en question accuse maintenant James de l'avoir violée. Va-t-il être soutenu par le Premier ministre, un vieil ami qui étudiait et bambochait avec lui à Oxford ? Est-il le mari et le père intègre, courageux et vertueux qu'il prétend être ? Le procès qui s'engage va révéler peu à peu la part sombre de chacun depuis Oxford.

## Choix narratifs
La mini-série, tournée dans les colleges d'Oxford et dans un décor d'appartement cossu de Londres, met en scène une des nombreuses love affairs qui font régulièrement le bonheur de la presse à scandale britannique[réf. nécessaire]. Dans une Angleterre contemporaine, est mise en cause ici la gentry qui fréquente Oxbridge (Oxford/Cambridge), plus préoccupée par les fêtes organisées dans les schools, que par les études proprement dites. Les privilèges de classe ont la vie dure, et les fêtards d'hier sont membres des gouvernements d'aujourd'hui[pas clair]. On peut ajouter à ces privilèges, l'attitude prêtée aux hommes qui considèrent lors de beuveries les femmes comme a priori disponibles[réf. nécessaire].

## Distribution

### Acteurs principaux
- Sienna Miller (VF : Marie Chevalot) : Sophie Whitehouse, la femme de James
- Michelle Dockery (VF : Ingrid Donnadieu) : Kate Woodcroftt, conseiller de la Reine chargé du dossier de James
- Rupert Friend (VF : Anatole de Bodinat) : James Whitehouse, député, ancien ministre du gouvernement et proche collaborateur du Premier ministre
- Naomi Scott (VF : Jessica Monceau) : Olivia Lytton, chercheuse parlementaire pour James, qui a une liaison avec lui puis l'accuse de viol
- Joshua McGuire (VF : Sébastien Desjours) : Chris Clarke, chef des communications auprès du Premier Ministre
- Josette Simon (VF : Annie Milon) : Angela Regan, conseillère de la Reine, avocate de la défense de James

### Acteurs récurrents
- Jonathan Firth : Richard
- Sebastian Selwood (VF : Sacha Tomassian) : Finn Whitehouse
- Amélie Bea-Smith (VF : Juliette Davis) : Emily Whitehouse
- Geoffrey Streatfeild (VF : Éric Aubrahn) : Tom Southern, le Premier ministre
- Violet Verigo : Krystyna
- Hannah Dodd : (VF : Charlotte Hervieux) : Sophie Whitehouse (jeune)
- Ben Radcliffe : (VF : Martin Faliu) : James Whitehouse (jeune)
- Nancy Farino : (VF : Valérie Bescht) : Holly Berry
- Liz White : (VF : Barbara Beretta) : Ali Conlon
- Tom Turner : John Vestey
- Jonathan Coy : Aled Luckhurst, juge de l'affaire de viol de James
- Elizabeth Chan : Conseillère de la Reine 1
- Missy Malek : Nikita, greffière
- Kudzai Sitima : Maggie

### Invités
- Richard McCabe : Brian Taylor
- Rosalie Craig : Lucy
- Anna Madeley : Ellie Frisk
- Edmund Kingsley : Mark Frisk
- Maggie Steed : Sibyl Murray
- Jane How : présidente de la Chambre des communes
- Clive Francis : Lawrence Hughes-Davies
- Adrian Lukis : Aitkin
- Phoebe Nicholls : Tuppence Whitehouse

 Source et légende : version française (VF) sur RS Doublage

## Production
Le tournage de la série a débuté en octobre 2020 aux studios de Shepperton et à l'école primaire St. George's Hanover Square de Mayfair à Londres. La production a continué à Oxford en février 2021.

## Épisodes
Les épisodes, sans titres, sont numérotés de un à six.

## Réception
À partir de 37 avis, le site web Rotten Tomatoes a donné à la série un taux d'approbation de 62 %, avec une note moyenne de 5.9/10. D'après la synthèse du site : « Anatomie d'un scandale a tous les éléments pour une bonne série de David E. Kelley, mais la trame est trop décousue pour vraiment fonctionner, malgré l'excellente distribution ».
Le site Metacritic, qui se base sur une moyenne pondérée, a rendu une note de 51/100, depuis 19 critiques, avec la mention "critiques moyennes ou mitigés".